# 853
Раннє Середньовіччя •  Епоха вікінгів •  Золота доба ісламу •  Реконкіста

## Геополітична ситуація
У Східній Римській імперії триває правління Михаїла III. Каролінзька імперія розділена на три королівства: Західно-Франкське, Серединне та Східно-Франкське. Північ Італії належить Серединному королівству, Рим і Равенна під управлінням Папи Римського, герцогства на південь від Римської області незалежні, деякі області на півночі та на півдні належать Візантії. Піренейський півострів, окрім Королівства Астурія та Іспанської марки, займає Кордовський емірат. Вессекс підпорядкував собі більшу частину Англії, почалося вторгнення данів. Існують слов'янські держави: Перше Болгарське царство, Велика Моравія, Блатенське князівство.
Аббасидський халіфат очолив аль-Мутаваккіль. У Китаї править династія Тан. Значними державами Індії ж Імперія Пала, Пратіхара, Чола. В Японії триває період Хей'ан. Хозарський каганат підпорядкував собі кочові народи на великій степовій території між Азовським морем та Аралом. Територію на північ від Китаю захопили єнісейські киргизи.
На території лісостепової України в IX столітті літописці згадують слов'янські племена білих хорватів, бужан, волинян, деревлян, дулібів, полян, сіверян, тиверців, уличів. У Північному Причорномор'ї співіснують різні кочові племена, зокрема булгари, хозари, алани, тюрки, угри, кримські готи. Херсонес Таврійський належить Візантії.

## Події
- Візантійський флот захопив і знищив місто Дум'ят у Єгипті.
- Вікінги на чолі з Сидроком вийшли з Сени і піднялися вгору Луарою. Вони спалили Нант, Анжер, Сомюр та Тур.
- Щоб захиститися від вікінгів мешканці перекривають дороги й знищують мости. Король Західного Франкського королівства Карл Лисий змушений вжити заходів проти навали. Дороги перекривати заборонено, наказано відбудувати мости, для біженців зменшено податки. Король призначив 12 емісарів (missi dominici), наклавши на них обов'язок покласти край грабункам.
- Хорвати на чолі з Терпимиром відбили вторгнення болгарського хана Бориса в Далмацію.